# Clan Satake
Pour les articles homonymes, voir Satake.

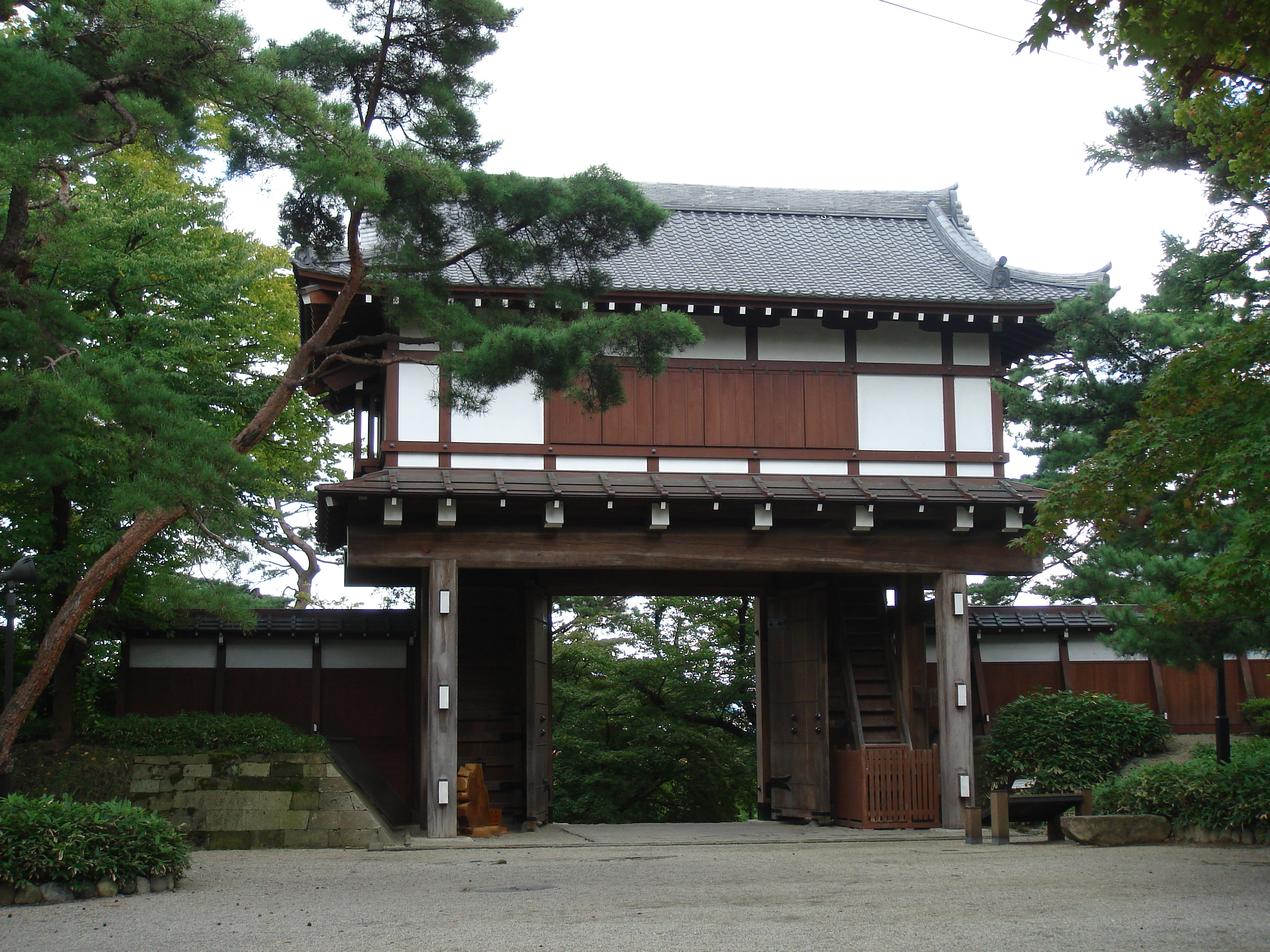
Porte du château de Kubota, siège du fief de Kubota de la famille Satake durant l'époque d' Edo.

Le clan Satake (佐竹氏, Satake-shi) est un clan de samouraïs japonais qui prétend descendre du clan Minamoto. Son premier quartier général se trouve dans la province de Hitachi.
Le clan est soumis par Minamoto no Yoritomo à la fin du XIIe siècle et se met plus tard au service de Yoritomo en tant que vassal. À l'époque de Muromachi, les Satake servent de gouverneurs militaires (shugo) dans la province de Hitachi (de nos jours préfecture d'Ibaraki) sous l'égide du shogunat Ashikaga. Le clan se range du côté de l'armée de l'Ouest à la bataille de Sekigahara. Il en est puni par Tokugawa Ieyasu qui l'envoie vers un plus petit territoire dans la partie septentrionale de la province de Dewa (au nord de Honshū) au début de la période Edo. Les Satake y sont daimyōs du domaine de Kubota (aussi connu sous le nom « domaine d'Akita »). Durant la période Edo, deux importantes branches du clan Satake se créent, l'une gouverne le fief d'Iwasaki et l'autre le fief de Kubota-Shinden.
Durant la guerre de Boshin de 1868-1869, les Satake sont signataires du pacte fondateur du Ōuetsu Reppan Dōmei, mais après des débats internes et un désaccord avec le domaine de Sendai, le clan change de camp et rejoint les forces impériales pour réprimer l'alliance. Comme toutes les familles de daimyōs, le clan Satake est déchu de ses titres en 1871.

## Origines
Le clan Satake prétend descendre de Satake Masayoshi, petit-fils du fameux guerrier du XIe siècle, Minamoto no Yoshimitsu. Yoshimitsu reçoit des terres dans les provinces de Mutsu et de Hitachi en récompense de ses services militaires et s'installe dans le village de Satake à Hitachi. Yoshimitsu lègue à son fils, Yoshinobu, le territoire autour de Satake. Yoshinobu, à son tour, le transmet à son propre fils, Masayoshi. Le clan Satake reste à Hitachi jusqu'à ce qu'il lui soit ordonné d'en partir en 1602. En 1106, Masayoshi mène une révolte contre Minamoto no Yoshikuni, un puissant personnage dans la province de Shimotsuke voisine, mais il est vaincu et tué par Yoshikuni qui l'a poursuivi à Hitachi. Durant la guerre de Genpei, Takayoshi, le fils de Masayoshi, se range du côté de Taira no Kiyomori. Le clan Satake est défait par Minamoto no Yoritomo en 1180 et son territoire confisqué. Il ne faut pas moins de neuf ans pour que Yoritomo pardonne au fils de Takayoshi, Hideyoshi, et l'autorise à devenir son vassal. Hideyoshi sert dans l'attaque de la province de Mutsu. Plus tard, le clan Satake retourne dans son ancien territoire de Hitachi.

## Époques de Muromachi et de Sengoku

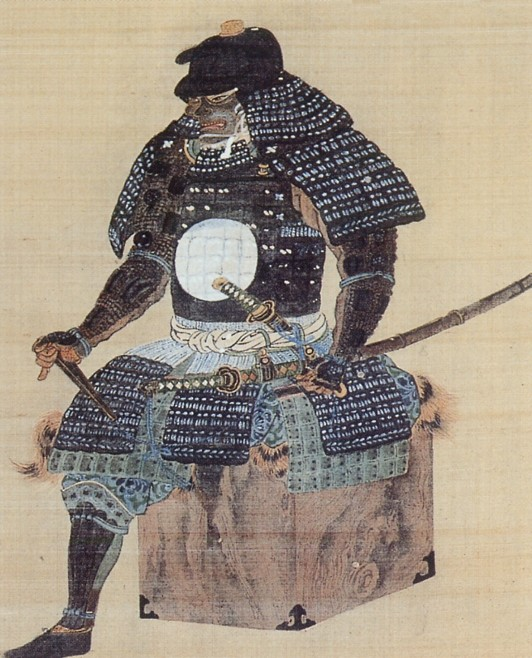
Image de Satake Yoshinobu en armes, éminent chef du clan Satake de l'époque Sengoku.

Durant l'époque de Muromachi (1336-1573), les chefs de famille du clan servent de gouverneurs héréditaires (shugo) de la province de Hitachi. Ils sont vassaux du Kamakura-kubō du shogunat Ashikaga, le haut fonctionnaire basé à Kamakura qui supervise les affaires du shogunat dans la région de Kantō,. Le clan Satake participe à nombre d'actions militaires sous la bannière des Ashikaga.
Durant l'époque Sengoku, les Satake s'attachent à unifier les clans souvent rebelles de la région de Hitachi sous leur contrôle. Satake Yoshishige, chef de famille au début de l'époque de Sengoku, est réputé pour sa férocité au combat ; il est aussi connu sous le surnom « Yoshishige l'ogre » (鬼義重, Oni Yoshishige). Il combat souvent contre le clan Go-Hōjō qui étend son pouvoir au sud de Hitachi, par exemple lors de la bataille de Numajiri où 20 000 hommes sous le commandement de Yoshishige affrontent les 80 000 hommes du Hōjō. Les Satake l'emportent, en partie grâce aux plus de 8 600 fusils à platine à mèche de leurs troupes.
En 1588 et encore en 1589, le clan Satake affronte le clan Date à Sukagawa mais est finalement défait par les forces conduites par Date Masamune.
En 1590, sous la conduite de Satake Yoshinobu, le fils de Yoshishige, le clan Satake prête serment de fidélité à Toyotomi Hideyoshi durant le siège d'Odawara. Après la chute d'Odawara, Hideyoshi l'accepte comme vassal et lui assure la souveraineté d'une bande de territoire d'une valeur de 540 000 koku dans la province de Hitachi. Hideyoshi ayant reconnu Yoshinobu comme seigneur de la province de Hitachi Pro[Quoi ?], l'effort de celui-ci pour unifier la province sous son autorité s'en trouve renforcé. Il réunit presque toute la province sous son pouvoir, à l'exception des régions de Tsuchiura et Shimodate dont Hideyoshi a garanti le contrôle au clan Yūki.
En 1593, le clan Satake participe à l'invasion japonaise de la Corée, et déploie ses troupes au château de Nagoya dans la province de Hizen.

## Époque d'Edo
En 1600, les Satake se rangent du côté de l'armée de l'Ouest à la bataille de Sekigahara mais il s'avère qu'ils sont en communication secrète avec Ishida Mitsunari, le chef de l'armée de l'ouest. Après la défaite de cette dernière face aux forces de l'Est de Tokugawa Ieyasu, le clan Satake est autorisé à perdurer mais est puni. Son niveau de revenus est sévèrement réduit et, en 1602, ses territoires sont déplacés au domaine de Kubota, un fief beaucoup plus petit au nord du Japon et où il demeure jusqu'en 1871,.
Les revenus de Kubota sont de 205 000 koku et le clan Satake se trouve classé parmi les tozama daimyo (« daimyo de l'extérieur »). Durant toute son existence, son niveau de revenu reste constant. Le domaine connaît de régulières crises agricoles qui entraînent plusieurs révoltes paysannes tout au long de son histoire. Il est également en proie à un conflit interne o-ie sōdō, la « perturbation Satake » (佐竹騒動, Satake-sōdō), suscitée par des questions financières.

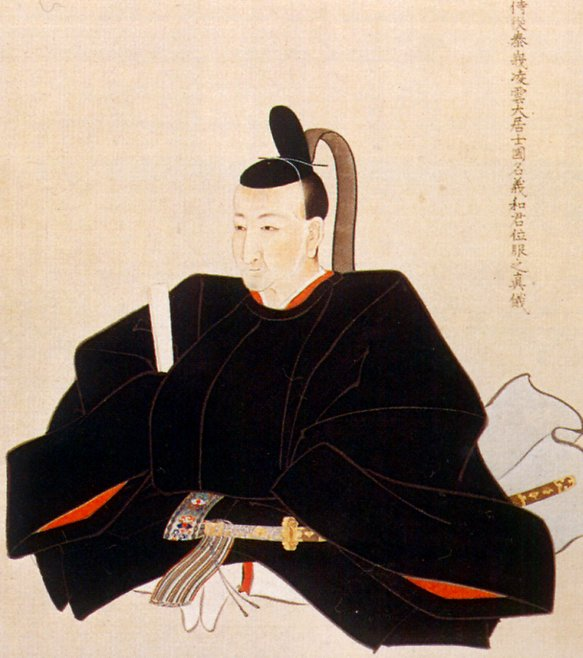
Satake Yoshimasa, 9e génération de daimyos de Kubota.

Satake Yoshiatsu (plus connu sous son nom de plume « Satake Shozan »), le daimyo de 8e génération de Kubota, est un artiste accompli. Yoshiatsu peint dans le style hollandais et écrit trois traités sur les techniques de peintures européennes, y compris la description de la perspective. Il est aussi élève de l'érudit Hiraga Gennai, spécialiste des « études hollandaises » (rangaku), qu'il invite à Akita pour qu'il le conseille sur la gestion des mines de cuivre du domaine. C'est du vivant de Yoshiatsu que naît et s'épanouit brièvement l'école Akita (秋田派, Akita-ha).
Le domaine de Kubota a ceci de particulier qu'il comporte plus d'un château malgré la règle du shogunat Tokugawa, « un château par domaine ». Le château principal est celui de Kubota, mas il y a également des châteaux à Yokote et Ōdate, et cinq résidences fortifiées ailleurs dans le domaine : Kakudate, Yuzawa, Hiyama, Jūniso et In'nai. Chacun de ces châteaux est donné à un obligé important qui le dirige comme sa propre petite jōkamachi (ville-château). Les obligés les plus importants ont eux-mêmes leurs obligés personnels qui résident dans ces villes-châteaux.
Deux des anciennes familles de karō du clan au service du domaine de Kubota sont des branches de la famille Satake. L'une est la famille Satake du nord, (Satake-hokke), aux revenus de 10 000 koku, l'autre est la famille Satake de l'ouest, (Satake-nishike), aux revenus de 7 200 koku. Les possessions des Satake du nord se trouvent autour de Kakunodate, une des résidences fortifiées mentionnées ci-dessus. Les Satake de l'ouest demeurent dans leurs possessions autour d'Ōdate. La famille Tomura est une autre famille karō, sans lien avec les Satake, et qui possède le château de Yokote.
Durant sa gouvernance du domaine de Kubota, le clan Satake est classé comme une famille de daimyo possesseur en province (国持ち大名, kunimochi daimyō) et, en tant que tel, possède le privilège des audiences shogunales dans la grande salle (Ohiroma) du château d'Edo. Bien qu'aucun seigneur Satake n'exerce jamais de fonction au sein du shogunat, le clan (avec beaucoup d'autres domaines du nord de Honshū) aide celui-ci en maintenant l'ordre dans la région frontière d'Ezochi (de nos jours Hokkaido).

## Guerre de Boshin

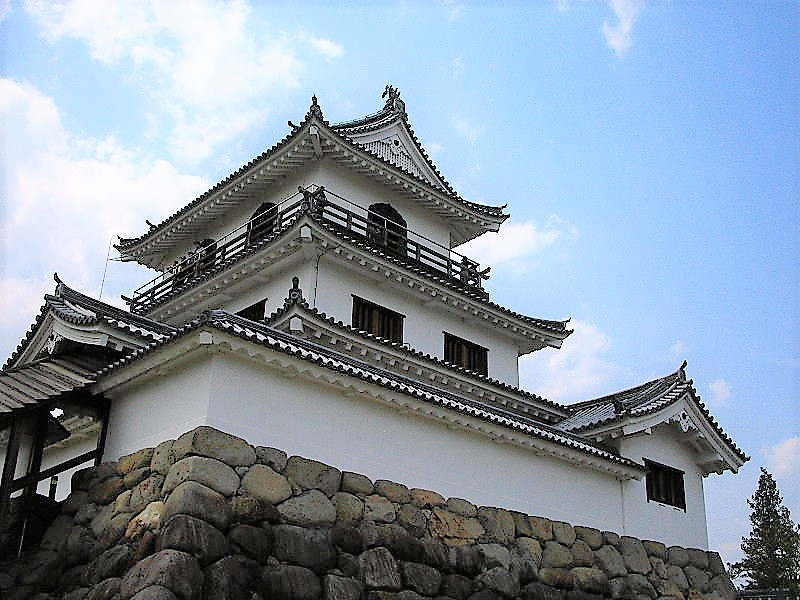
Château de Shiroishi, quartier général du Ōuetsu Reppan Dōmei.

Après la restauration du gouvernement impérial à la fin de 1867, la guerre de Boshin qui éclate au début de 1868 fait s'affronter la coalition des domaines du sud et les forces de l'ancien shogunat Tokugawa. Après la chute d'Edo, le reste des forces des Tokugawa se retire vers le nord où se poursuivent les combats. Le clan Satake est signataire du pacte à l'origine du Ōuetsu Reppan Dōmei, alliance des domaines du nord — à la tête de laquelle se trouve le domaine de Sendai — opposés à l'alliance Satchō des domaines du sud. La délégation du clan Satake au château de Shiroishi, quartier général de l'alliance, est menée par l'ainé du clan (karō), Tomura Yoshiari,. Les Satake rencontrent cependant des difficultés politiques avec l'alliance, difficultés qui atteignent leur paroxysme avec l'assassinat à Akita d'une délégation du domaine de Sendai le 21 août 1868,,, et l'exposition des têtes des délégués dans la ville-château. 
La délégation de Sendai menée par Shimo Matazaemon est envoyée pour demander que le domaine d'Akita lui remette Kujō Michitaka et d'autres fonctionnaires de la délégation impériale, initialement envoyés dans la région pour obtenir du soutien à la cause impériale. Les Satake se retirent alors de l'alliance et soutiennent l'armée impériale. Onze jours plus tard, le 1er septembre 1868, le clan Tsugaru du domaine de Hirosaki voisin les imitent,. En retour, les domaines pro-alliance de Morioka et Ichinoseki envoient des troupes à l'assaut de Kubota. Les forces de Kubota ont du mal à défendre leur territoire avec pour conséquence que les troupes de l'alliance ont fait de sérieuses avancées avant la fin de la guerre. Le château de Yokote est incendié et le 7 octobre, les troupes du domaine de Morioka prennent Ōdate, un des châteaux du domaine des Akita. Au début 1869, Satake Yoshitaka remet formellement les registres du château au gouvernement impérial puis est nommé gouverneur impérial du domaine d'Akita (han chiji). Au milieu de l'année 1869, le gouvernement impérial récompense les services rendus par la lignée principale du clan Satake en élevant ses revenus de 20 000 koku. Les chefs de toutes les branches du clan sont démis de leur fonction de daimyō en 1871, et il leur est ordonné de s'installer à Tokyo.

## Ère Meiji et au-delà
Lors de la réorganisation du système nobiliaire (kazoku) japonais durant l'ère Meiji, Satake Yoshitaka est anobli avec le titre de marquis (kōshaku),. Satake Yoshisato d'Iwasaki reçoit le titre de vicomte (shishaku) et la famille Satake du nord reçoit le titre de baron (danshaku).
Yoshinao, le fils de Yoshitaka, sert dans l'Armée impériale japonaise et combat lors de la rébellion de Satsuma.
Norihisa Satake, l'actuel maire d'Akita, est un descendant de la branche nord du clan Satake. Yoshitoshi Satake, président de la Toyo Engineering Corporation (en), est un descendant des Satake de l'est, une branche mineure du clan.

## Chefs de famille

### Kubota
En tant que daimyo du domaine de Kubota
- Satake Yoshinobu (1570-1633)
- Satake Yoshitaka (1609-1672)
- Satake Yoshizumi (1637-1703)
- Satake Yoshitada (1695-1715)
- Satake Yoshimine (1690-1745)
- Satake Yoshimasa (1728-1753)
- Satake Yoshiharu (1723-1758)
- Satake Yoshiatsu (1748-1785)
- Satake Yoshimasa (1775-1815)
- Satake Yoshihiro (1812-1846)
- Satake Yoshichika (1839-1857)
- Satake Yoshitaka (1825-1884, dernier daimyo de Kubota)
- Satake Yoshinao (1854-1893)

### Iwasaki
- Satake Yoshinaga (1655-1741)
- Satake Yoshimichi (1701-1765)
- Satake Yoshitada (1730-1787)
- Satake Yoshimoto (1759-1793)
- Satake Yoshichika (1787-1821)
- Satake Yoshizumi (1802-1856)
- Satake Yoshizane (1825-1884 ;
plus tard Satake Yoshitaka, dernier daimyo d'Akita)[31]
- Satake Yoshitsuma (1837-1870)
- Satake Yoshisato (1858-1914)

### Kubota-Shinden
- Satake Yoshikuni (1665-1725)
- Satake Yoshikata (1692-1742)

## Obligés notables
- Onuki Yorihisa (1544-1603)
- Oba Yoshinari[11]
- Oba Tadanobu[11]
- Tomura Yoshikuni (Jūdayū)[11]
- Wada Akitame (1532-1618)